# Clásica de Almería
Clásica de Almería är ett årligt endagslopp på cykel i provinsen Almería i sydöstra Spanien, med start och mål i staden Almería. Loppet, som körs i mitten av februari (till och med 2014 i månadsskiftet februari/mars), var ursprungligen för amatörer, men 1992 blev det helt professionellt. Det ingår sedan 2005 i UCI Europe Tour och klassades inledningsvis som 1.1, men uppgraderades till 1.HC under 2012-2013, för att flyttas ner till 1.1 2014-2017 och återigen upp till 1.HC 2018. 2020 flyttades tävlingen till den nystartade UCI ProSeries (1.Pro).
De enda som 2024 hade vunnit tävlingen mer än en gång var Massimo Strazzer och Pascal Ackermann med två segrar vardera.

## Segrare
Professionella
2025  Milan Fretin
2024  Olav Kooij
2023  Matteo Moschetti
2022  Alexander Kristoff
2021  Giacomo Nizzolo
2020  Pascal Ackermann
2019  Pascal Ackermann
2018  Caleb Ewan
2017  Magnus Cort Nielsen
2016  Leigh Howard
2015  Mark Cavendish
2014  Sam Bennett
2013  Mark Renshaw
2012  Michael Matthews
2011  Matteo Pelucchi
2010  Theo Bos
2009  Greg Henderson
2008  Juan José Haedo
2007  Eduard Vorganov
2006  Francisco Pérez
2005  José Iván Gutiérrez
2004  Jérôme Pineau
2003  Luciano Pagliarini
2002  Massimo Strazzer
2001  Tayeb Braikia
2000  Isaac Gálvez
1999  Ján Svorada
1998  Mario Traversoni
1997  Massimo Strazzer
1996  Wilfried Nelissen
1995  Jean-Pierre Heynderickx
1994  Johan Capiot
1993  Vjatsjeslav Jekimov
1992  Kenneth Weltz
Amatörer
1991  Asier Guenetxea 
1990  Bernardo Gonzalez
1989  José Bernabé
1988  José Gonzalez
1997  Tomás Ortega
1986  Miguel Ángel Martinez